# Тузловские склоны
Тузловские склоны — комплексный памятник природы регионального значения. Расположен в Мясниковском районе Ростовской области. Статус природного памятника Тузловские склоны получили согласно Постановлению правительства Ростовской области от 15.05.2014 № 349.

## Описание

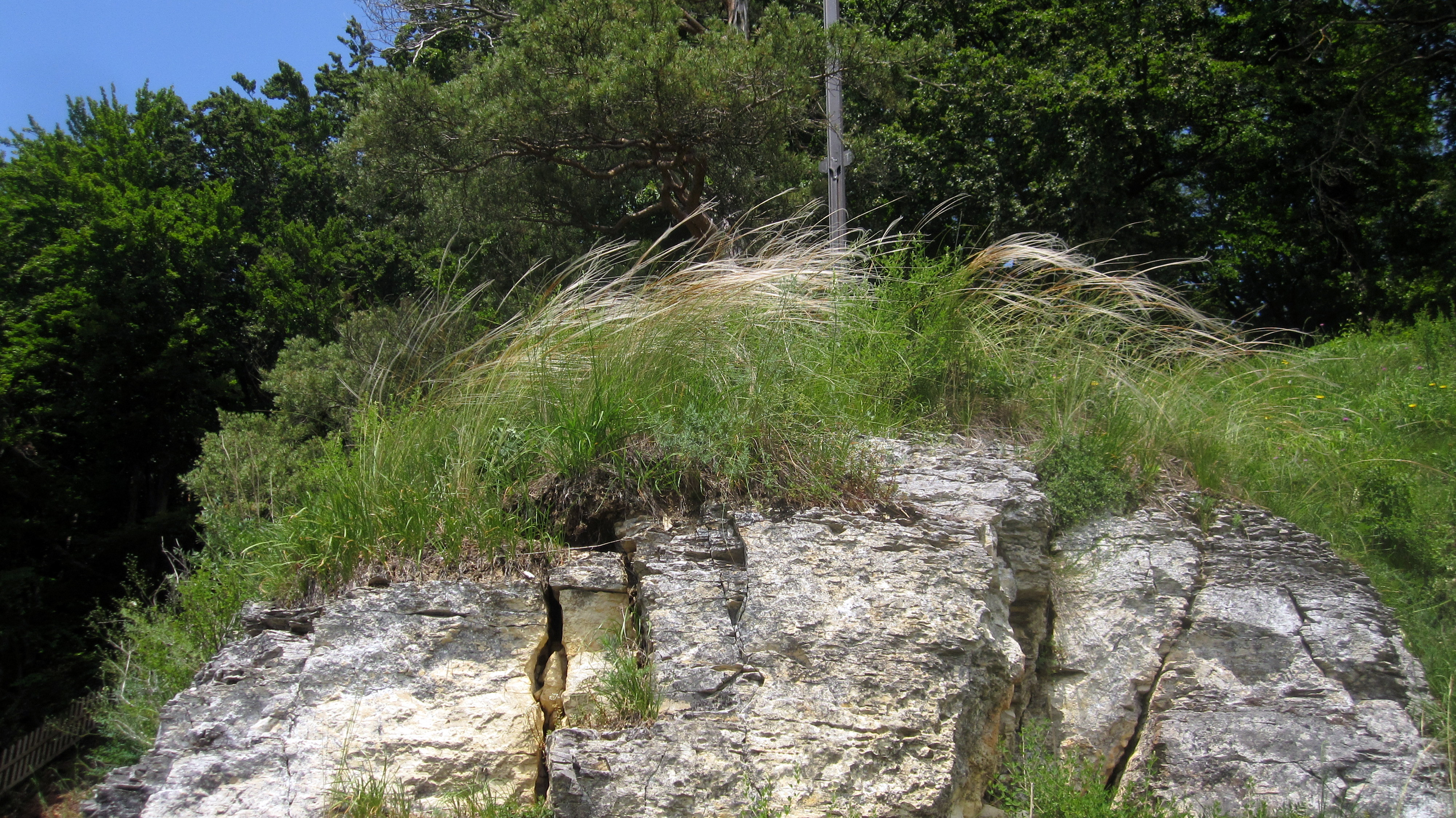
Ковыль красивейший

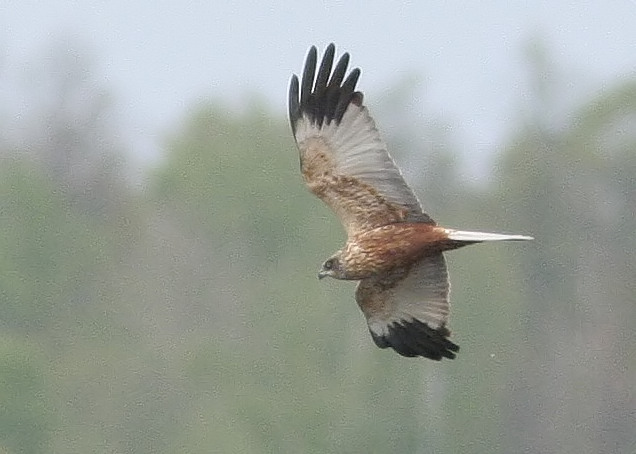
Болотный лунь

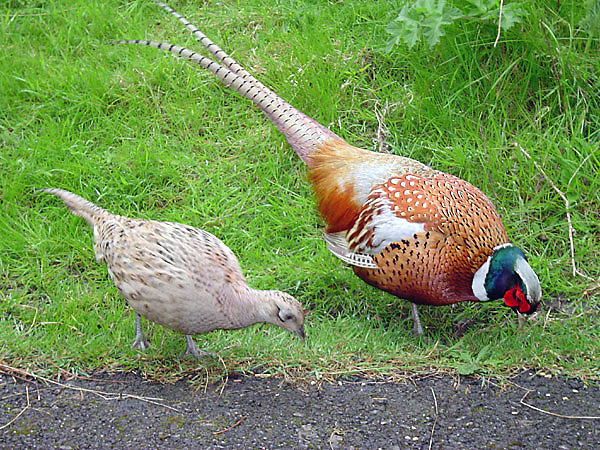
Фазан обыкновенный

Тузловские склоны представляют собой фрагменты широколиственных лесов, растущих по дну и склонам балок (Байрачные леса). Они вносят разнообразие в степной ландшафт и существенное дополнение в его флору. Склоны коренного берега реки Тузлов отличаются богатством флоры и фауны, присутствием очень редких лесных видов растений (ветреница лесная и др.) и животных. Здесь произрастает около 375 видов растений, из которых 12 видов занесены в Красную книгу Ростовской области.
Тузловские склоны являются памятником природы областного значения. Расположены он на территории Приазовской береговой равнины у подножья юго-восточной части Донецкого кряжа. Состоят Тузловские склоны из двух участков: один участок находится на правом берегу реки Тузлов, юго-западнее села Карпо-Николаевка, другой участок расположен северо-восточнее хутора Стоянов, на левом берегу реки Тузлов. Окружающая склоны низменность заболочена.
По типу растительности памятник природы относится к зоне ковыльных степей, подзоне разнотравно-типчаково-ковыльных, расположен он находится на границе с приморским приазовским вариантом степи. На левобережных степных склонах памятника растут преимущественно разнотравно-типчаково-ковыльные, шалфеево-типчаково-ковылковые и разнотравно-тырсово-ковылковые сообщества. В нижней части склонов ближе к пойме реки большее значение имеют степные и лугово-степные травы, здесь широко представлены древесно-кустарниковые растения. На территории Тузловских склонов много родников с зарослями околоводных растений. На правобережных склонах долины находятся участки нетронутой степной целины, где нет смыва почвы. Здесь встречаются крупнодерновинные виды ковыля — ковыль украинский, ковыль красивейший и ковыль узколистный.
Всего в долине реки Тузлов зарегистрировано 375 видов высших растений, из них 251 вид растений растет на склонах в степных сообществах. В долине реки найдено 12 видов редких, требующих охраны видов растений. Все они занесены в список охраняемых в Ростовской области: сальвиния плавающая, аир болотный, тюльпаны Шренка и Биберштейна, козлятник лекарственный, гиацинт степной и другие, гриб сморчок степной (внесен в Красную книгу СССР в 1984 году).
На территории памятника природы обитают: прыткая ящерица, ужи — обыкновенный и водяной, полозы, фазан, кряква, пустельга обыкновенная, болотный лунь, золотистая щурка и береговая ласточка, иволга, ремез, сорока, грач, ворона серая, славки, обыкновенный соловей, жаворонки полевой, степной и хохлатый. Здесь можно встретить таких животных, как лиса, каменная куница, степной хорёк, ласка, заяц-русак. Богато представлено видовое разнообразие беспозвоночных среди которых имеются редкие, включённые в Красные книги.
Памятник природы Тузловские склоны имеет природоохранное и научное значение.